# Шампань-Мутон (кантон)
Шампа́нь-Муто́н (фр. Champagne-Mouton) — кантон во Франции, находится в регионе Пуату — Шаранта, департамент Шаранта. Входит в состав округа Конфолан.
Код INSEE кантона — 1611. Всего в кантон Шампань-Мутон входят 8 коммун, из них главной коммуной является Шампань-Мутон.
Население кантона на 2007 год составляло 2 647 человек.
Коммуны кантона:
- Аллу
- Бенест
- Ле-Бушаж
- Ле-Вьё-Серье
- Сен-Кутан
- Тюргон
- Шампань-Мутон
- Шасьек